# بديهيات وايتمان
بديهيات وايتمان أو مسلمات وايتمان التي تُعرف أيضًا بمسلمات غاردنغ وايتمان، وتحمل اسم كل من الفيزيائي والرياضياتي السويدي لارس غاردنغ، والفيزيائيّ الأمريكي أرثر وايتمان هي محاولة لإيجاد صياغة رياضية صارمة لنظرية المجال الكمومي صاغها آرثر وايتمان في أوائل خمسينيات القرن العشرين، ولكنها لم تُنشر سوى في عام 1964 بعد أن أكدت نظرية تشتت هاج - رويل على أهميتها وقابليتها للتطبيق.
تُعتبر مسلمات وايتمان هي الأساس لما يُعرف باسم نظرية المجال الكمومي البناءة، وتهدف إلى الوصول لقوانين صارمة تحكم مجالات الكم، وتوفّر إطاراً رياضيّاً سليماً لنظرية الكم يعتمد على مفهوم فضاء منكوفسكي للنسبية الخاصة. تُعد مسألة إيجاد مسلمات وايتمان في حالة مسألة يانغ - ميلز الوجود وفجوة الكتلة واحدة من بين مسائل جائزة الألفية السبع التي طرحها معهد كلاي للرياضيات في 24 مايو 2000 وأعلن عن مكافأة قدرت بحواليّ مليون دولار أمريكي لمن يتوصّل إلى اكتشافها.

## الأساس النظريّ
تتمثل إحدى الأفكار الرئيسيّة لمسلمات وايتمان في وجود فضاء هيلبرت تعمل فيه زمرة بوانكاريه بشكل فرديّ، ومن ثمّ يمكن أن تنطبق عليها مفاهيم الطاقة، والزخم، والزخم الزاوي، ومركز الكتلة.
وعلى الرغم من افتراض محدودية طيف الزخم الرباعي للمخروط الضوئي الموجب (وحدوده)، إلّا أنّ هذا لا يكفي لتطبيق مبدأ المحلية. تمتلك مسلمات وايتمان عوامل تشغيل تعتمد على الموضع تسمى المجالات الكمومية والتي تشكّل تمثيلات متغيرة لزمرة بوانكاريه.
تعاني نظرية المجال الكمومي من مشاكل الأشعة فوق البنفسجية، لذا فإن قيمة المجال عند نقطة ما تكون غير محددة بشكلٍ جيد. تقدم مسلمات وايتمان للتغلب على هذه المشكلة آليّة لترويض الاختلافات فوق البنفسجية التي تنشأ حتى في نظرية المجال الحر. تتعامل المسلمات مع مشغلين غير محدودين، لذا يجب تحديد مجالات المشغلين.
تقيد مسلمات وايتمان البنية السببية للنظرية بفرض إما التبادلية أو اللاتبادلية بين الحقول المنفصلة الشبيهة بالفضاء، كما أنها تفترض وجود حالة بوانكاريه ثابتة فريدة الشكل تسمى الفراغ. وتفترض المسلمات أن الفراغ حلزوني، أي أن كل مجموعة المتّجهات التي يمكن الحصول عليها من خلال عناصر الحالة الفراغيّة للجبر كثير الحدود الناتج عن مشغلي المجال هي مجموعة فرعية كثيفة من فضاء هيلبرت.

## المسلمات
يختلف عدد مسلمات وايتمان، ففي بعض المصادر يتم جمع أكثر من مسلمة معاً، وتتلخص فيما يلي:
المسلمة الأولى: يوجد فضاء هيلبرت المادي H حيث يمكن تمثيل زمرة بوانكاريه {\displaystyle P_{0}} بشكل فردي.
المسلمة الثانية: يتركز طيف مشغل زخم الطاقة P في المخروط الضوئي العلوي (الأمامي) المغلق +V.
المسلمة الثالثة: هناك متجه وحدة فريد للوحدة | 0⟩ في فضاء هيلبرت H في حالة الفراغ، وهو ثابت بالنسبة لإحداثيات الزمكان U(a,1).
المسلمة الرابعة: المركّبة ϕi للمجال الكمومي ϕ هي توزيعات ذات قيمة عامل التشغيل ϕi (x) على نطاق فضاء شفارتز S(M) (في توزيعات مخففة) في نطاق التعريف D المشترك بين جميع المشغلين وهو كثيف في H. يوجد متجه الوحدة الفريد |0⟩ في D ويقع D نفسه تحت تأثير ϕ (f) و (a،Λ) U.
ملحوظة: من المعتاد كما هو الحال في نظرية التوزيع، كتابة ϕ (x) لنقطة x الواقعة في زمكان منكوفسكي، والتحدث عن الدالة ϕ، بدلاً من قيمة التوزيع ϕ () لدالة الاختبار ƒ.
المسلمة الخامسة: تتغير المجالات الكمومية تحت تأثير مجموعة بوانكاريه، وتتحول وفقًا لتمثيل S لمجموعة لورنتز، أو SL(2,C) إذا لم يكن الدوران متكاملاً:
{\displaystyle U(a,L)^{\dagger }A(x)U(a,L)=S(L)A(L^{-1}(x-a)).}
المسلمة السادسة: مركبتا أي مجال كمومي ϕi(x) وϕj(y) إما يتبادلا أو يتبادلا عكسيا في وجود مسافة فاصلة بين الوسيطتين x وy.
المسلمة السابعة: المجموعة D0 لمزيج من المتجهات الخطية المحدودة ذات الشكل ϕi1(f1)...ϕin(fn)|0⟩ تكون كثيفة في H.

## تأثر مسلمات وايتمان
تجلى تأثير مسلمات وايتمان في مجموعة من الاستنتاجات والنظريات اللاحقة، ومنها:

### نظرية التناظر في الشحنة والتكافؤ وانعكاس الوقت
هناك تناظر عام يحدث في حال تغير التكافؤ، وانعكاس الجسيمات والجسيمات المضادة وانعكاس الوقت (لا توجد أي من هذه التناظرات منفردة في الطبيعة كما اتّضح).

### الحركة المغزلية
هناك علاقة بين اللف المغزلي والإحصاء، فالمجالات التي يكون عدد الكم المغزلي لها نصف عدد صحيح تتبادل عكسياً، بينما تلك التي لها عدد كم مغزلي صحيح تتبادل (وفقاً للمسلمة الثالثة)، تنطوي هذه النظرية في الواقع على تفاصيل تقنية دقيقة. ويمكن تغيير ذلك باستخدام تحويلات كلاين.

### الاتصال الأسرع من الضوء
يستحيل حدوث اتصال أسرع من الضوء إذا كان اثنان من الملاحظين منفصلين عن بعضهما البعض، وكانت تصرفات أحد الملاحظين (بما في ذلك القياسات والتغييرات في هاميلتونيان) لا تؤثر على نتائج عملية القياس للملاحظ الآخر.